# Ван ден Берг, Хельма
Хельма ван ден Берг (нидерл. Helma van den Berg, 1965—2003) — нидерландский лингвист, кавказовед, специалист по нахско-дагестанским языкам, в первую очередь гунзибскому и даргинским. По мнению коллег старшего поколения, Хельма ван ден Берг, рано ушедшая из жизни, была «восходящей звездой и надеждой западноевропейского кавказоведения».

## Биография
Родилась в Венендале, выросла в Леммере. В 1988 году окончила отделение славянских языков и литературы Лейденского университета, где получила специализацию переводчика с русского и польского. С 1987 по 1989 год проходила также дополнительную подготовку по кавказскому языкознанию. Благодаря прекрасному владению русским языком смогла приступить к исследовательской работе над дагестанскими языками: по поручению Рикса Сметса составляла лексическую базу данных по цезским языкам на основе русскоязычных источников.
В 1990 году начала полевую работу на Кавказе с одним из наименее изученных бесписьменных языков Дагестана — гунзибским. В 1995 году защитила докторскую диссертацию «Грамматика гунзибского языка (с текстами и словарем)», опубликованную в Мюнхене в виде книги и ставшей первым монографическим описанием этого языка. Тогда же приступила к изучению грамматики акушинского диалекта — основы даргинского литературного языка. В 2001 году опубликовала грамматический очерк и тексты на акушинском диалекте. Работала над монографией «Исследования в области морфосинтаксиса даргинского языка».
С 2000 года — сотрудник Института эволюционной антропологии в Лейпциге. С 1994 по 2000 год была секретарем Европейского общества кавказоведов. Являлась членом Ассоциации лингвистической типологии.
Хельма ван ден Берг поддерживала тесные связи с российскими кавказоведами. Она была координатором англоязычного проекта «Грамматика аварского языка», осуществляемого коллективом дагестанских исследователей, а также проекта по созданию электронного даргинско-русско-английского словаря.
Несмотря на перенесённую операцию на сердце в 1996 году, после небольшого перерыва возобновила поездки в Дагестан. 11 ноября 2003 года, во время одной из командировок, умерла в Дербенте от сердечного приступа.

## Основные труды
- 1995 — A grammar of Hunzib (with texts and lexicon). München: Lincom Europa.
- 1999 — Gender and person agreement in Akusha Dargi // Folia Linguistica, vol. 33, nr. 2, pp. 153—168.
- 2001 — Dargi folktales. Oral stories from the Caucasus with an introduction to Dargi grammar. Leiden: Research School of Asian, African and Amerindian Studies.
- 2003 — Spatial prefixes in Dargi (East Caucasian) // Acta Linguistica Hungarica, 50, pp. 201—225.
- 2004 — Coordinating constructions in Daghestanian languages // Haspelmath M. (ed.), Coordinating constructions. Amsterdam: Benjamins.
- 2005 — The East Caucasian language family // Special Edition of Lingua, 115, pp. 147—190. (PDF)
- 2006 — Experiencer constructions in Daghestanian languages // Bornkessel, Ina (ed.), Semantic Role Universals and Argument Linking: Theoretical, Typological, and Psycholinguistic Perspectives. Berlin: Mouton de Gruyter. (Совместно с Б. Комри)